# Крупица (река)
Крупица је најкараћа река у Европи. Налази се у општини Рудо, Република Српска, Босна и Херцеговина. Река извире у Старом Рудом и њена укупна дужина износи 154 метра. Улива се у Лим. Завод за заштиту споменика културе СФРЈ је 1970. године ову реку прогласио спомеником природе.